# HR 8832

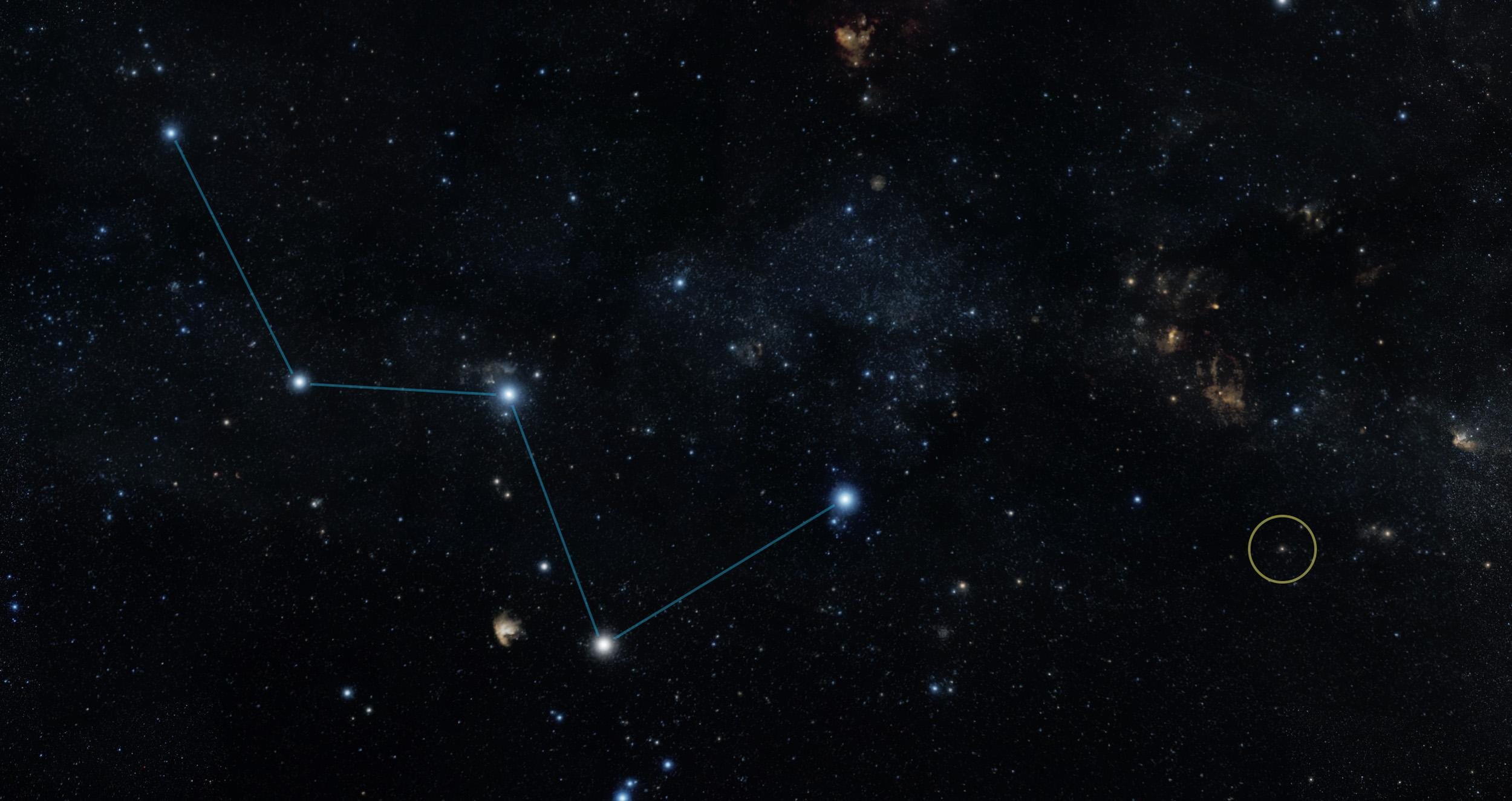
A estrela HR 8832 (circulada) encontra-se ao lado da forma de "W" da constelação de Cassiopeia.

HR 8832 (ou HD 219134, ou Gliese 892) é uma estrela da sequência principal na constelação de Cassiopeia. Ela é menor e menos luminosa do que o nosso Sol, com uma classe espectral do tipo K3V, o que a torna uma estrela em tons vermelho-alaranjado. HR 8832 está relativamente próxima do nosso sistema solar, com uma distância estimada de 21,25 anos-luz. Esta estrela está perto do limite de magnitude aparente que ainda pode ser visto a olho nu. O limite é considerado como sendo a magnitude 6 para a maioria dos observadores. HR 8832 é um sistema planetário que hospeda seis planetas extrassolares.

## Sistema planetário
Dois estudos publicados com dois meses de intervalo anunciaram a descoberta de planetas em torno desta estrela. O primeiro estudo, conduzido por uma equipe liderada por Fatemeh Motalebi, anunciou a existência de quatro planetas: três superterras na região interna do sistema e de um planeta um pouco menor que Saturno mais distante. O segundo, publicado por Vogt, por sua vez anunciou seis planetas: cinco superterras na região interna do sistema e um gigante de longo período. Ambos os estudos encontraram três planetas com períodos comuns, embora as massas correspondentes podem ser bastante diferentes. Atualmente acredita-se que existe pelo menos sete exoplanetas em órbita desta estrela.